# Raskovec
Raskovec este o localitate din comuna Oplotnica, Slovenia, cu o populație de 62 de locuitori.